# 高野大膳
高野大膳（永正12年？(1515年？)－天正17年？（1589年？）），日本戰國時代、安土桃山時代武將，通稱玄蕃允、大膳亮，為立花家老、立花四天王之一。高野大膳源自「高野大膳亮」這一通稱之誤譯，日本古代向來有在姓氏加上官位名做為該人物代稱的習慣，因此並非本名。

## 生平

### 出自
高野氏是位於九州豐後藤北郡的一處國人眾，和戶次、安東、十時等當地國人眾互相支持，自戰國時代仕於豐後望族戶次家並依附統領豐後的大友家。高野大膳在豐後服侍戶次家時代，因其臂力超越眾人，與安東家忠、十時惟忠、由布惟明合稱「戶次四天王」而知名於九州。

### 經歷
天文4年（1535年），肥後國人菊池氏一族反叛大友家，大膳之主君戶次鑑連（立花道雪）率三千兵馬前往討伐。菊池氏聯合城氏、赤星氏、隈部氏、山鹿氏、有動氏、鹿子木氏，於車返一地之險隘地形和鑑連對峙，並發動火計和三方包圍；此戰最後藉由鑑連堂叔父戶次親宗之突擊，造成敵軍混亂後，鑑連以鼓聲振奮士氣，綿貫吉基和由布八郎以槍隊進擊，接著足達左京、安東連信、高野大膳（此時通稱名為玄蕃允）大舉追擊而獲得勝利。
弘治2年（1556年），高野大膳參與討伐小原鑑元之亂，先於豐後海部郡討取參與謀反的本庄統綱，後攻略肥後南関城討取小原鑑元，立下重大戰功而獲得感狀。
永祿8年（1565年）4月27日，高野大膳隨道雪鎮壓筑前立花鑑载的首次叛亂，捨身進擊立下一番槍的戰功。
永祿11年（1568年），大友軍攻打立花山城時，立花城主立花鑑載於居城被大友軍攻陷、兵敗逃亡後，毛利軍清水宗知（左近將監、清水宗治之兄）聯合筑前國人原田親種以及高橋鑑種的家臣衛藤尾張守，奪下立花山城；獲報此事的大友軍將戶次鑑連（立花道雪）、吉弘鑑理、臼杵鑑速於筑前歸路中回攻立花山城，並在攻城最後階段，大膳為戶次軍第六號隊大將和其他戶次軍一起進攻，最終討殺衛藤、原田勢等人首級。衛藤尾張守在此戰中於軍陣前指揮作戰，與高野大膳進行單挑並奪其首級，對於敵陣喊道「戶次之臣高野大膳、取得衛藤尾張守之首級」而令敵軍逃去，而清水宗知則餘二十餘騎敗逃。
之後，主君戶次鑑連轉封筑前立花山城，繼承有「西大友」之稱的立花氏，戶次家位於豐後的家臣如由布、十時、安東等皆有部分跟隨至筑前，而高野一族據記載推測留在豐後輔佐藤北戶次氏本家的戶次鎮連。之後大友家於天正6年（1578年）的耳川之戰敗於島津家後，原先臣服大友家的筑前國人眾陸續反叛，擔任筑前方分的立花道雪和高橋紹運負責平定而征討。立花軍在和筑前最大勢力的國人秋月種實對戰期間，由高野大膳做為援軍（或是寄騎）暫派遣至立花軍隊，和其他三位立花家臣由布惟信、十時連貞、安東家忠共同因其在戰場上的功勳而再次被合稱為「立花四天王」，並且高野大膳被立花道雪評為「剛勇無匹之士」；高野大膳一生受領大友和立花家感狀共二十七張。

### 一族關連人物
天正10年（1582年12月5日），有署名給予筑後的國人豪族黑木鎮連黑木實久、家永以及高野玄蕃允領地安堵之書狀，不明此高野玄蕃允是否為高野大膳或是繼承其稱謂的子孫。
立花家後來受封柳川時，高野大膳及其一族推測應於之前便回歸豐後侍奉戶次鎮連；此時，鎮連因有謀反嫌疑，被大友義統下令切腹，繼承鎮連的戶次統連亦戰死於戸次川之戰。隨後大友家因朝鮮戰役之過失被豐臣秀吉改易後，高野一族又前往筑後柳川侍奉立花宗茂（亦有部分早在戶次川之戰後，戶次一族沒落便轉投立花）；此時出現在立花家相關文書上有於文祿元年（1592年）至慶長年間朝鮮派兵名單中的高野式部之允、高野彌源次，以及於文祿五年（1596年）柳川城普請其間被派往管理立花家伏見屋敷的高野式部，以及往後參予關原之戰時期的大津城之戰並立下戰功的高野四郎左衛門。
立花家於關原之戰後遭到改易，經過20年立花家於元和6年（1620年）回歸柳川為大名，此時宗茂發給高野四郎左衛門的領地俸祿文書，而之後相關文書由高野喜左衛門於立花家分限帳中，以該文書存在至萬治三年(1660年)，推測應為一族後代。